# Jaworiwka (obwód winnicki)
Jaworiwka (ukr. Яворівка) – wieś na Ukrainie, w obwodzie winnickim, w rejonie piszczańskim. W 2001 roku liczyła 1061 mieszkańców.